# Самвел Сафарян
Самвел Аракелович Сафарян (вірм. Սամվել Սաֆարյան; 22 червня 1902, Шуші — 9 січня 1969, Єреван) — вірменський архітектор, заслужений діяч мистецтв Вірменії (1940). Вважається одним з основоположників сучасної вірменської архітектури.

## Біографія
Народився 22 червня 1902 року в Шуші, Нагірний Карабах. Навчався в гімназії в Баку. У 1918 році разом з сім'єю, що рятувалася від погромів, опинився в Астрахані, далі — в Тифлісі, а звідти у 1921 році переїхав до Єревану. У 1928 році закінчив архітектурне відділення технічного факультету Єреванського університету. Був одним з перших архітекторів, які отримали професійну освіту на теренах Вірменії. Студентом працював в майстерні Олександра Таманяна, потім приступив до самостійної творчості.
З 1932 року викладав в Єреванському політехнічному інституті. У 1941—1953 роках очолював Спілку архітекторів Вірменії.

## Проекти

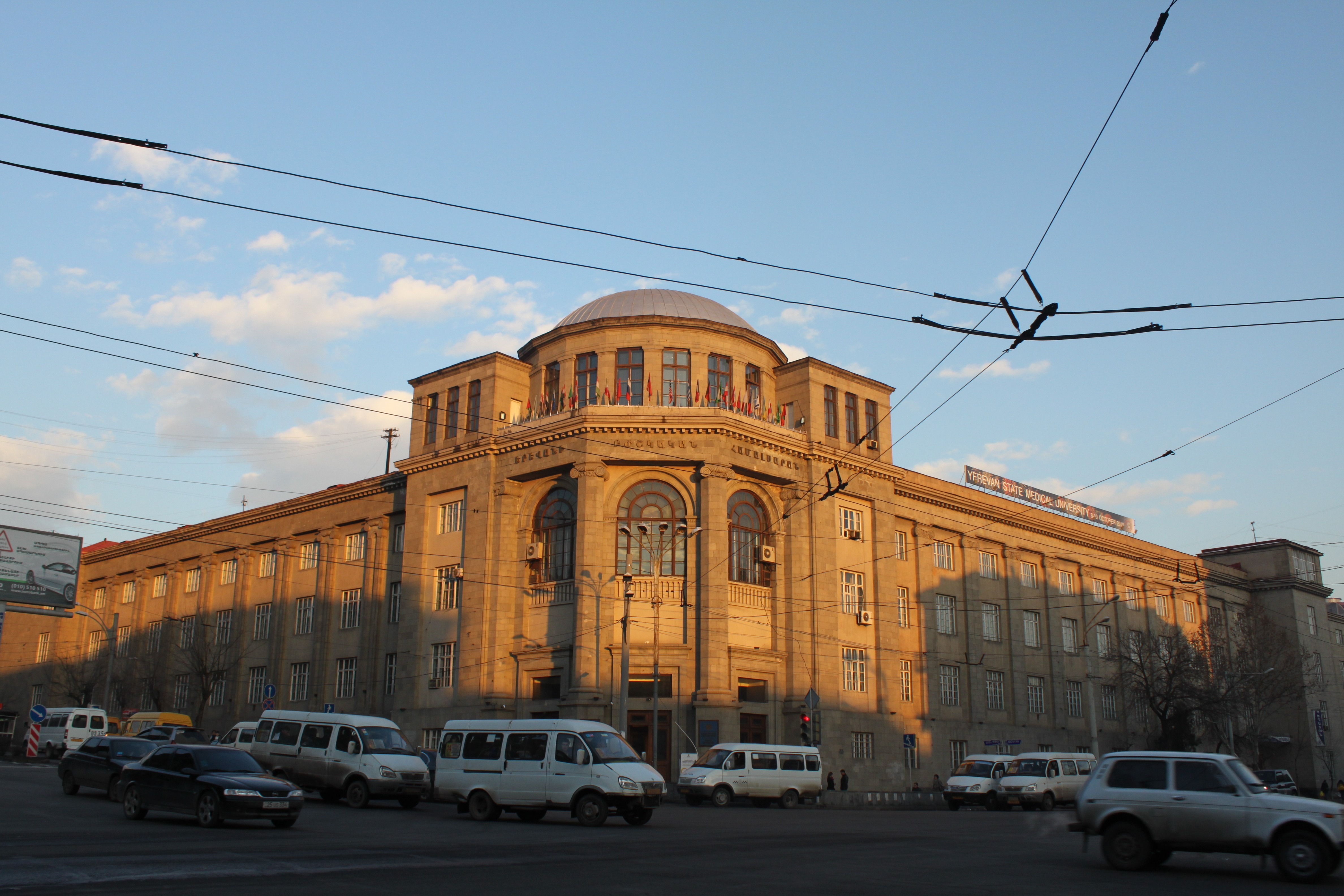
Єреванський медичний університет

За проектами Самвела Сафаряна було побудовано більше 100 жилих і громадських будівель.
Головні роботи:
- Павільйон Вірменської РСР на Всесоюзній сільськогосподарській виставці в Москві (1939, спільно з К. С. Алабяном)
- Другий Будинок уряду Вірменської РСР, Єреван (1955, за участі В. А. Аревшатяна, Р. С. Ісраеляна)
- Будівля Медичного інституту в Єревані (1955)
- Будівля Інституту сільського господарства в Єревані (1955)
- Комплекс Бюраканської обсерваторії (1956)
- Будівля Школи імені О. С. Пушкіна в Єревані[5]
- Клінічний санаторій в Арзні (1958)
- Ансамбль будівель Академії наук Вірменської РСР в Єревані (1950—1970; 2 корпуси НДІ — спільно з М. М. Манвеляном)

## Нагороди
Нагороджений орденом Червоного прапора, двома орденами Знак пошани.